# Oxyrhopus erdisii
Oxyrhopus erdisii (несправжня коралова змія Ердіса) — вид змій родини полозових (Colubridae). Ендемік Перу.

## Поширення і екологія
Несправжні коралові змії Ердіса мешкають в перуанських регіонах Паско, Хунін і Куско. Вони живуть у вологих гірських тропічних лісах Анд.